# 五十嵐清
五十嵐 清（いがらし きよし、1925年（大正14年）5月12日 －2015年（平成25年）9月12日  ）は、日本の法学者。専門は、比較法学・民法総則・不法行為法。学位は、法学博士（東京大学・論文博士・1961年）。北海道大学名誉教授。新潟県新潟市出身。比較法学の第一人者。

## 略歴
- 1944年（昭和19年）9月 - 新潟高等学校文科乙類
- 1948年（昭和23年）3月 - 東京大学法学部法律学科卒業
- 1950年（昭和25年）3月 - 東京大学大学院特別研究生前期修了
- 1950年（昭和25年）4月 - 北海道大学法経学部助教授。東京大学法学部にて内地研究員。
- 1953年（昭和28年）8月1日 - 北海道大学法学部助教授
- 1959年（昭和34年）4月1日 - 北海道大学法学部教授（比較法講座担当）
- 1961年（昭和36年）4月1日 - 北海道大学評議員
- 1961年（昭和36年）10月26日 - 東京大学より法学博士の学位を受く（学位論文「事情変更の原則に関する比較法的研究」）
- 1966年（昭和41年）1月 - 北海道大学法学部学部長・同大学院法学研究科研究科長。北海道大学評議員
- 1984年（昭和59年）4月 - 西ドイツ・ゲッティンゲン大学客員講師
- 1989年（平成元年）3月31日 - 北海道大学停年退官
- 1989年（平成元年）4月 - 北海道大学名誉教授
- 1989年（平成元年）4月 - 札幌大学法学部教授
- 1996年（平成8年）3月 - 札幌大学退職
- 2005年（平成17年）4月 - 北海学園大学大学院法務研究科教授（比較法・民法担当）
- 2008年（平成20年）3月 - 北海学園大学退職
- 2015年（平成27年）9月 - 逝去。叙正四位。[1]

## 研究領域
専門は、比較法学・民法総則・不法行為法。個人研究としてヨーロッパ近代法史・国際私法・法社会学も研究対象としている。また、各大学または法科大学院では、民法を担当し民法に関する学術書も出しているが、基幹の研究は、あくまで比較法である。

## 受賞歴・栄典
- 2003年（平成15年） - 瑞宝重光章受章[2]

## 主著
- 『比較法入門』（日本評論社、1968年）
- 『比較民法学の諸問題』（一粒社、1976年）
- 『概観ドイツ法』（共編、東京大学出版会、1971年）
- 『民法と比較法』（一粒社、1984年）
- 『民法Ⅰ（総則）』（編著）（日本評論社、1986年）
- 『私法入門（改訂2版）』（有斐閣、1991年／初版・2006年）
- 『新版　注釈民法13巻』（共編著）（有斐閣、1996年）
- 『現代比較法学の諸相』（信山社出版、2002年）
- 『法学入門（第3版）』（悠々社、2002年／新版・2007年）
- 『比較法ハンドブック』（勁草書房、2010年）

など多数

## 恩師
- 山田晟

## 門下生
民法総則・比較法分野
- 浅見公子 - 成城大学名誉教授
- 阿曽正浩 - 北見工業大学工学部教授
- 伊藤知義 - 中央大学大学院法務研究科教授
- 篠田優 - 北星学園大学経済学部経済法学科教授
- 矢吹徹雄 - 北海学園大学大学院法務研究科教授

債権法・契約法分野
- 神田孝夫 　- 小樽商科大学名誉教授
- 須田晟雄 - 北海学園大学大学院法務研究科教授
- 千葉恵美子 - 名古屋大学大学院法学研究科教授

不法行為法・医事法・法哲学・法社会学分野
- 藤岡康宏 　- 早稲田大学及び北海道大学名誉教授
- 久々湊晴夫 - 北海学園大学大学院法務研究科教授
- 旗手俊彦 - 札幌医科大学医療人育成センター准教授
- 宮澤節生 - 青山学院大学大学院法務研究科教授